# Аглямов, Мударис Зуфарович
Мударис Зуфарович Аглямов (13 октября 1946, Заинский район, Татарская АССР — 26 ноября 2006, Казань) — татарский писатель, прозаик и поэт. Член Союза писателей СССР с 1973 года. Лауреат Государственной премии Республики Татарстан имени Габдуллы Тукая (1992). Заслуженный работник культуры Республики Татарстан (1991). Народный поэт Республики Татарстан (2006).

## Биография
Родился 13 октября 1946 года в селе Пуст-Ашит Заинского района Татарской АССР.
С 1963 по 1968 год обучался на отделении татарского языка и литературы историко-филологического факультета Казанского государственного университета. С 1968 по 1973 год работал в системе народного образования Тукаевского района, учитель истории средней общеобразовательной школы. С 1973 по 1974 год работал в должности помощника режиссёра Народного театра города Набережные Челны. С 1974 года в качестве корреспондента работал в казанских и республиканских печатных изданиях, так же занимался профессиональным литературным творчеством.
Член Союза писателей СССР с 1973 года. С 1959 года из под пера Аглямова начали выходить первые поэтические произведения, печатавшиеся в районной и республиканской периодической печати Башкирии и Татарстана. В 1968 году из под пера Аглямова вышла подборка стихов  «Посмотри издалека» опубликованная в литературно-художественном журнале «Казан утлары», эти произведения получили высокую оценку у таких признанных мэтров поэзии как Сибгат  Хаким и Хасан Туфан. В 1970 году выходит поэтический сборник «Колокол». В последующем начали выходить сборники произведений «Следы костров» (1973), «Здравствуй, сердце!» (1978), «Полдень» (1987), «Я сказал...» (1991), сборник основных произведений «Совесть стучит в окно» (1996). Произведения Аглямова печатались в литературных журналах «Дружба народов» и «Волга».
В 1991 году Мударрису Аглямову было присвоено почётное звание Заслуженный работник культуры Республики Татарстан. В 1992 году за поэтические сборники «Возвращение в будущее» и «Я сказал» становится лауреатом Государственной премии Республики Татарстан имени Габдуллы Тукая. В 2006 году за заслуги в области литературы было присвоено почётное звание — Народный поэт Республики Татарстан. 
Скончался 26 ноября 2006 года в Казани.

## Награды
- Народный поэт Республики Татарстан (2006)[4]
- Заслуженный работник культуры Республики Татарстан (1991)[1]

### Премии
- Лауреат Государственной премии Республики Татарстан имени Габдуллы Тукая (1992 — За поэтические сборники «Возвращение в будущее» и «Я сказал»)[1]